# 羅倫索·拉托雷
羅倫索·拉托雷（Lorenzo Latorre，1844年7月8日—1916年1月18日）是烏拉圭政治人物，烏拉圭紅黨成員。1876年至1880年羅倫索·拉托雷擔任烏拉圭總統。